# Kanton Excideuil
Excideuil is een voormalig kanton van het Franse departement Dordogne. Het kanton maakte deel uit van het arrondissement Périgueux. Het werd opgeheven bij decreet van 21 februari 2014, met uitwerking op 22 maart 2015. De gemeenten werden opgenomen in het nieuwe kanton Isle-Loue-Auvézère, met uitzondering van Sainte-Trie die werd opgenomen in het nieuwe kanton Haut-Périgord noir.

## Gemeenten
Het kanton Excideuil omvatte de volgende gemeenten:
- Anlhiac
- Clermont-d'Excideuil
- Excideuil (hoofdplaats)
- Génis
- Preyssac-d'Excideuil
- Sainte-Trie
- Saint-Germain-des-Prés
- Saint-Jory-las-Bloux
- Saint-Martial-d'Albarède
- Saint-Médard-d'Excideuil
- Saint-Mesmin
- Saint-Pantaly-d'Excideuil
- Saint-Raphaël
- Salagnac